# Bohdaniwka (Kropywnyzkyj, Subotzi)
Bohdaniwka (ukrainisch Богданівка; russisch Богдановка Bogdanowka) ist ein Dorf in der ukrainischen Oblast Kirowohrad mit etwa 4200 Einwohnern (2024).

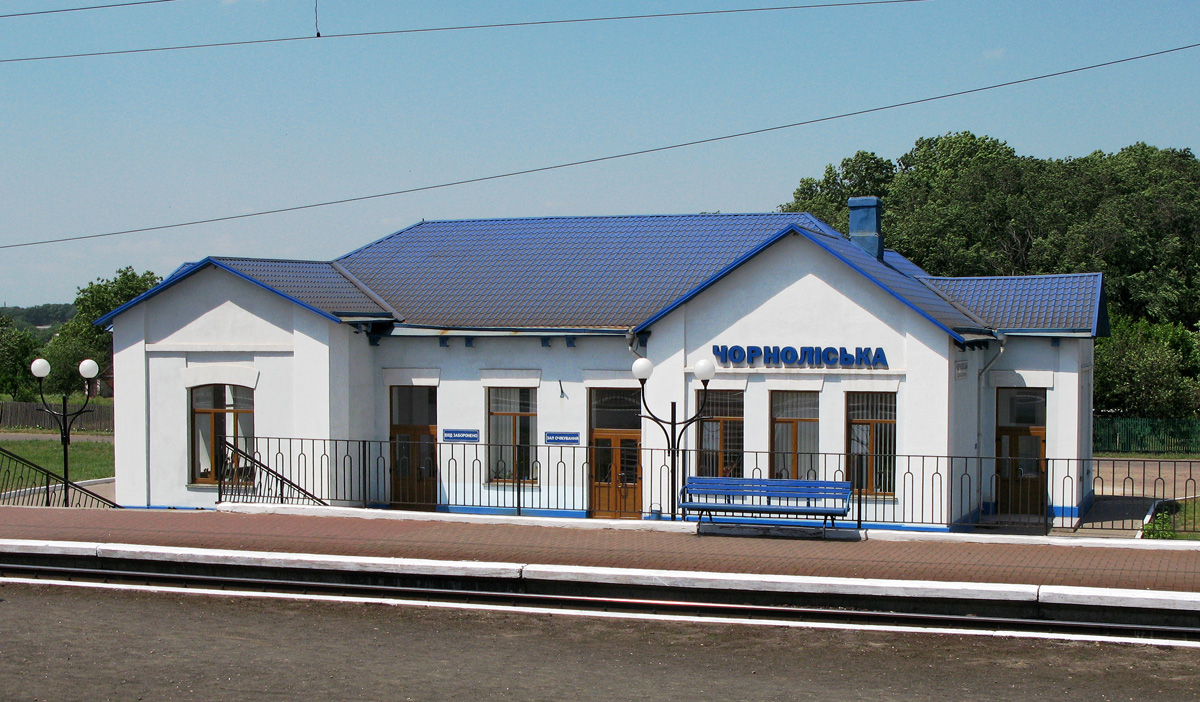
Bahnhof Tschornoliska in Bohdaniwka

Bohdaniwka wurde 1909 von Bewohnern aus dem nahe gelegenen Dorf Zybulewe (Цибулеве, ⊙) gegründet.
Bohdaniwka liegt am Ufer der Bohdanka (Богданка), einem Nebenfluss des Inhulez  15 km westlich vom ehemaligen Rajonzentrum Snamjanka und etwa 40 km nordöstlich vom Oblastzentrum Kropywnyzkyj.
Im Nordosten der Ortschaft verläuft die Fernstraße N 01. Das Dorf besitzt einen Bahnhof an der Bahnstrecke Borschtschi–Charkiw.
Am 12. Juni 2020 wurde das Dorf ein Teil der neugegründeten Landgemeinde Subotzi, bis dahin bildete es zusammen mit dem Dorf Kutscheriwka (Кучерівка) die gleichnamige Landratsgemeinde Bohdaniwka (Богданівська сільська рада/Bohdaniwska silska rada) im Westen des Rajons Snamjanka.
Am 17. Juli 2020 kam es im Zuge einer großen Rajonsreform zum Anschluss des Rajonsgebietes an den Rajon Kropywnyzkyj.